# 曼達洛人 (電視劇)
《曼達洛人》（英語：The Mandalorian），又名《星際大戰：曼達洛人》（英語：Star Wars: The Mandalorian），是一部美國科幻網路電視劇，取材自喬治·盧卡斯的《星際大戰》。故事發生在《星際大戰六部曲：絕地大反攻》事件五年後。該劇主要由強·法夫洛撰寫劇本並與戴夫·費羅尼、凱薩琳·甘迺迪與柯林·威爾森共同擔任執行製片人。
《曼達洛人》第一季於2019年11月12日在Disney+開播，得到整體好評，獲得第72屆黃金時段艾美獎最佳劇情類影集提名，並贏下第72屆黃金時段創意藝術艾美獎的7個獎項。第二季於2020年10月30日首播。迪士尼已預定第三季。兩部衍生影集《波巴·費特之書》和《亞蘇卡》正在開發或拍攝階段，其中《波巴·費特之書》已於2021年12月開播。

## 劇情
故事發生時間在1983年電影《星際大戰六部曲：絕地大反攻》中的銀河帝國滅亡五年之後，第一軍團出現之前，曼達洛人丁·賈林是一名銀河系外圍的孤獨槍手和賞金獵人，他遠離新共和國，在一次任務中遇到「孩子」古古，兩人在冒險過程中漸漸產生父子情。在第二季中，曼達洛人開始幫助「孩子」找尋同類，與此同時，星區長吉迪恩率領的銀河帝國殘餘勢力繼續搜捕「孩子」。

## 演員
| 演员                         | 演员       | 角色              | 角色 | 登场季数        | 登场季数        | 登场季数        |
| 譯名                         | 英語       | 譯名              | 英語 | 1               | 2               | 3               |
| 主演                         | 主演       | 主演              | 主演 | 主演            | 主演            | 主演            |
| ---------------------------- | ---------- | ----------------- | ---- | --------------- | --------------- | --------------- |
| 佩德羅·帕斯卡                |            | 曼達洛人／丁·賈林 |      | 主演            | 主演            | 主演            |
| 多名傀儡師                   | 多名傀儡師 | 孩子／古古        |      | 主演            | 主演            | 待公布          |
| 常設聯合主演                 |            |                   |      |                 |                 |                 |
| 卡爾·韋瑟斯                  |            | 格里夫·卡加       |      | 常設            | 聯合主演        | 常設            |
| 韋納·荷索                    |            | 客戶              |      | 常設            | Does not appear | Does not appear |
| 歐米德·阿塔西（Omid Abtahi） |            | 潘興博士          |      | 常設            | 常設            | 待公布          |
| 艾蜜莉·史瓦洛                |            | 軍械員            |      | 常設            | Does not appear | 待公布          |
| 尼克·諾特                    |            | 奎伊爾            |      | 常設            | Does not appear | Does not appear |
| 塔伊加·維迪提                |            | IG-11             |      | 常設            | Does not appear | Does not appear |
| 吉娜·卡拉諾                  |            | 卡拉·鄧恩         |      | 常設            | 常設            | Does not appear |
| 詹卡洛·埃斯波西托            |            | 星區長吉迪恩      |      | 常設            | 常設            | 常設            |
| 艾咪·莎德瑞斯                |            | 派麗·莫托         |      | 聯合主演        | 常設            | 待公布          |
| 特穆拉·莫里森                |            | 波巴·費特         |      | 替身            | 常設            | 待公布          |
| 米斯蒂·羅莎斯                |            | 蛙女士            |      | 替身            | 常設            | 待公布          |
| 溫明娜                       |            | 芬妮克·尚德       |      | 聯合主演        | 常設            | 待公布          |
| 梅賽德斯·瓦納多              |            | 科斯卡·李維       |      | Does not appear | 常設            | 待公布          |
| 凱蒂·薩克沃夫                |            | 博-卡坦·克里茲    |      | Does not appear | 常設            | 待公布          |

## 集數
| 季數 | 集数 | 集数 | 上線日期       | 上線日期       |
| 季數 | 集数 | 集数 | 首映           | 季终           |
| ---- | ---- | ---- | -------------- | -------------- |
| 1    | 8    | 8    | 2019年11月12日 | 2019年12月27日 |
| 2    | 8    | 8    | 2020年10月30日 | 2020年12月18日 |
| 3    | 8    | 8    | 2023年3月1日   | 2023年4月19日  |

### 第一季（2019年）
| 總集數 | 集數 （季） | 標題             | 導演               | 編劇                                                                     | 上線日期       |
| ------ | ----------- | ---------------- | ------------------ | ------------------------------------------------------------------------ | -------------- |
| 1      | 1           | 第一章：曼達洛人 | 戴夫·費羅尼        | 強·法夫洛                                                                | 2019年11月12日 |
| 2      | 2           | 第二章：孩子     | 瑞克·法穆易瓦      | 強·法夫洛                                                                | 2019年11月15日 |
| 3      | 3           | 第三章：罪孽     | 黛博拉·周          | 強·法夫洛                                                                | 2019年11月22日 |
| 4      | 4           | 第四章：庇護所   | 布萊絲·達拉斯·霍華 | 強·法夫洛                                                                | 2019年11月29日 |
| 5      | 5           | 第五章：槍手     | 戴夫·費羅尼        | 戴夫·費羅尼                                                              | 2019年12月6日  |
| 6      | 6           | 第六章：囚犯     | 瑞克·法穆易瓦      | 劇本創作 ：克里斯托弗·约斯特 故事構思 ：克里斯托弗·约斯特和瑞克·法穆易瓦 | 2019年12月13日 |
| 7      | 7           | 第七章：算帳     | 黛博拉·周          | 強·法夫洛                                                                | 2019年12月18日 |
| 8      | 8           | 第八章：救贖     | 塔伊加·維迪提      | 強·法夫洛                                                                | 2019年12月27日 |

### 第二季（2020年）
| 總集數 | 集數 （季） | 標題               | 導演               | 編劇          | 上線日期       |
| ------ | ----------- | ------------------ | ------------------ | ------------- | -------------- |
| 9      | 1           | 第九章：執法官     | 強·法夫洛          | 強·法夫洛     | 2020年10月30日 |
| 10     | 2           | 第十章：旅客       | 派頓·瑞德          | 強·法夫洛     | 2020年11月6日  |
| 11     | 3           | 第十一章：女繼承人 | 布萊絲·達拉斯·霍華 | 強·法夫洛     | 2020年11月13日 |
| 12     | 4           | 第十二章：圍困     | 卡爾·韋瑟斯        | 強·法夫洛     | 2020年11月20日 |
| 13     | 5           | 第十三章：絕地     | 戴夫·費羅尼        | 戴夫·費羅尼   | 2020年11月27日 |
| 14     | 6           | 第十四章：悲劇     | 勞勃·羅里葛茲      | 強·法夫洛     | 2020年12月4日  |
| 15     | 7           | 第十五章：信徒     | 瑞克·法穆易瓦      | 瑞克·法穆易瓦 | 2020年12月11日 |
| 16     | 8           | 第十六章：營救     | 派頓·瑞德          | 強·法夫洛     | 2020年12月18日 |

### 第三季（2023年）
| 總集數 | 集數 （季） | 標題                   | 導演               | 編劇                   | 上線日期      |
| ------ | ----------- | ---------------------- | ------------------ | ---------------------- | ------------- |
| 17     | 1           | 第十七章：叛教之人     | 瑞克·法穆易瓦      | 強·法夫洛              | 2023年3月1日  |
| 18     | 2           | 第十八章：曼達洛星礦井 | 瑞秋·莫里森        | 強·法夫洛              | 2023年3月8日  |
| 19     | 3           | 第十九章：改變之人     | 鄭李爍             | 強·法夫洛＆諾亞·庫羅   | 2023年3月15日 |
| 20     | 4           | 第二十章：棄兒         | 卡爾·韋瑟斯        | 強·法夫洛＆戴夫·費羅尼 | 2023年3月22日 |
| 21     | 5           | 第二十一章：海盜       | 彼得·拉姆西        | 強·法夫洛              | 2023年3月29日 |
| 22     | 6           | 第二十二章：僱傭槍手   | 布萊絲·達拉斯·霍華 | 強·法夫洛              | 2023年4月5日  |
| 23     | 7           | 第二十三章：探察者     | 瑞克·法穆易瓦      | 強·法夫洛＆戴夫·費羅尼 | 2023年4月12日 |
| 24     | 8           | 第二十四章：重返       | 瑞克·法穆易瓦      | 強·法夫洛              | 2023年4月19日 |

## 製作

### 背景
2009年初，一部《星際大戰》相關的電視劇進入早期開發階段。截止至2012年，已完成超過50個劇本，但是製作成本非常昂貴，該影集名為《星際大戰：地下世界》（Star Wars: Underworld）。2012年10月30日，華特迪士尼公司收購盧卡斯影業。2013年1月，美國廣播公司總裁保羅·李透露正在與盧卡斯影業商談開發這部真人電視劇。2014年6月，消息稱包括波巴·費特在內的多個知名角色將出現於電視劇中。

### 開發

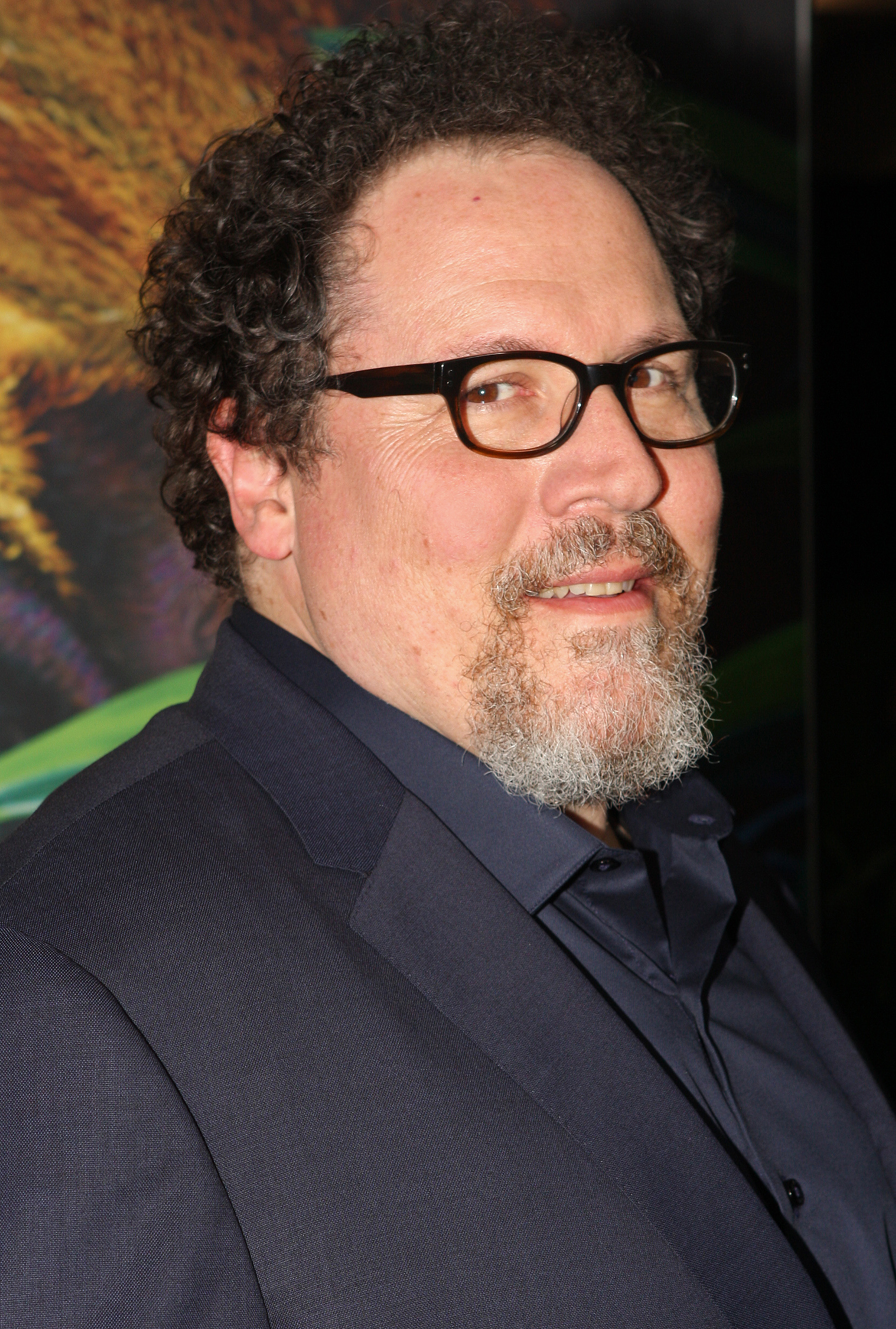
影集開創者兼節目統籌強·法夫洛

2019年，強·法夫洛在接受《好萊塢報導》時透露，他於2017年夏季向凱斯琳·甘迺迪提出有關製作電視劇《曼達洛人》的設想，此時他正在執導華特迪士尼影片的動畫真人化電影《獅子王》。凱斯琳·甘迺迪介紹強·法夫洛與戴夫·費羅尼溝通，兩人會面時，戴夫·費羅尼在餐巾紙上的塗鴉成為影集中孩子的最初原型和靈感來源。
2017年11月9日，據報導，迪士尼和盧卡斯影業正在為即將推出的Disney+開發一部《星際大戰》的真人電視劇。華特迪士尼公司董事長兼執行長羅伯特·艾格在與投資者的季度財報電話會議上證實了這項消息。艾格於2018年2月6日的另一份財務報告中透露，在與投資者的電話會議中表示，迪士尼已打算推出多部《星際大戰》的真人電視劇，「我們正在開發的不僅有一部，而是一些專門針對讓迪士尼直接面向消費者的應用程式。我們已經提到了這一點，我們即將揭露出至少有一項是我們所開發的實體產物。由於交易並未完全結束，我們無法具體說明。我想你會發現人才的水準...在電視方面也將是相當重要的。」
2018年3月8日，據報導，即將推出的電視劇由強·法夫洛創作劇本並擔任執行製片人。2018年5月10日，法夫洛在《星際大戰外傳：韓索羅》的全球首映紅毯上表示，該劇的故事時間將設定於《星際大戰六部曲：絕地大反攻》結束後的五年，且第一季劇本則已接近完成。2018年8月5日，據報導，該劇的製作預算將達1億美元，第一季共10集。2018年10月3日，該劇定名為《曼達洛人》（The Mandalorian），同時也透露了其故事摘要。隔日，其他參與的執行製片人將包括戴夫·費羅尼、凱薩琳·甘迺迪、柯林·威爾森，凱倫·吉爾克里斯特（Karen Gilchrist）擔任聯合執行製片人。此外，塔伊加·維迪提、布萊絲·達拉斯·霍華、瑞克·法穆易瓦和黛博拉·周在內的數名導演都將執導該劇的部分集數。
2019年7月12日，強·法夫洛透露第二季的劇本正在創作之中，已經在進行前期製作。法夫洛將執導第二季中的其中一集。瑞克·法穆易瓦和布萊絲·達拉斯·霍華回歸執導第二季，戴夫·費羅尼將為其中一集執筆劇本。第二季導演還包括派頓·瑞德、勞勃·羅里葛茲和卡爾·韋瑟斯。
2020年4月，強·法夫洛透露正在創作第三季。9月，演員吉安卡洛·伊坡托透露第二季將為後續的第三季和第四季埋下深遠的伏筆。2020年12月，強·法夫洛稱第三季已經展開前期製作。

### 選角

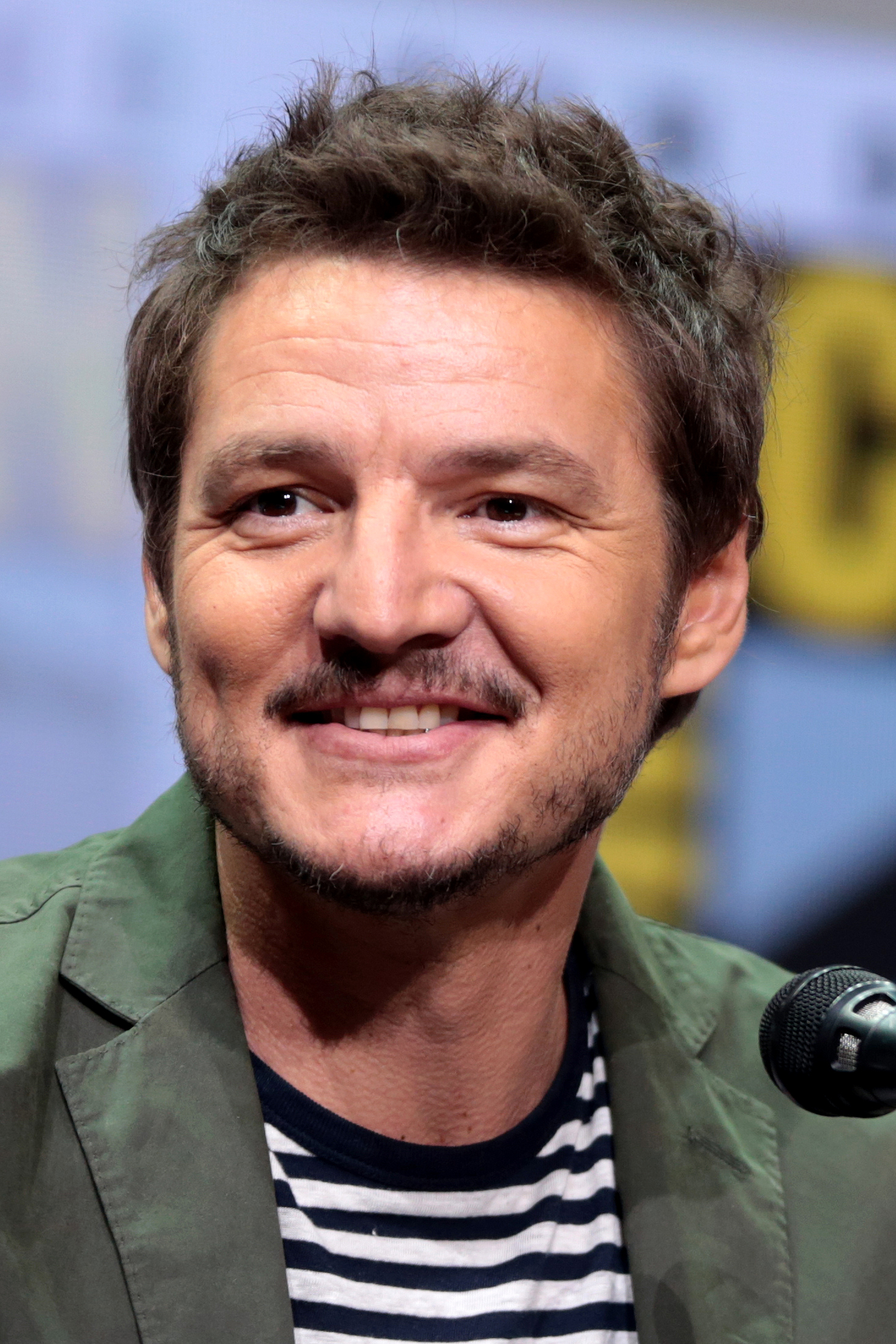
領銜主演佩德羅·帕斯卡

2018年11月，佩德羅·帕斯卡、吉娜·卡拉諾和尼克·諾特確定出演《曼達洛人》。在最初與強·法夫洛會面時，帕斯卡以為自己會出演波巴·費特，但他飾演角色的真實姓名在第一季最後一集被揭示為丁·賈林。2018年12月12日，詹卡洛·埃斯波西托、卡爾·韋瑟斯、艾蜜莉·史瓦洛、歐梅德·阿布塔和韋納·荷索加入主演陣容。2019年3月21日，報道稱塔伊加·維迪提為劇中賞金獵人機器人IG-88配音。4月，該角色被新創作的角色IG-11替換。2019年4月，在芝加哥舉辦的星戰慶典上釋出的片段顯示，威廉·弗雷戴歷·伯爾和馬克·伯恩·約尼爾參演電視劇。8月，在迪士尼D23博覽會上，溫明娜確定參演電視劇。9月，茱莉亞·瓊斯確定參演《曼達洛人》。
2020年3月，報道稱蘿莎瑞·道森將在第二季中出演亞蘇卡·譚諾，這是該角色第一次由真人飾演，她此前出現於動畫影集《星際大戰：複製人之戰》和《星際大戰：反抗軍起義》中，電影《星際大戰九部曲：天行者的崛起》中曾出現該角色的聲音。同月，麥可·賓恩確定在第二季中出演一名賞金獵人。5月初，特穆拉·莫里森確定出演波巴·費特，他此前在電影《星際大戰二部曲：複製人全面進攻》中出演波巴·費特的父親強格·費特，並在《星際大戰》相關媒體中為波巴·費特配音。5月，凱蒂·薩克沃夫確定出演博-卡坦·克里兹，她此前在動畫影集《星際大戰：複製人之戰》和《星際大戰：反抗軍起義》中為該角色配音，提摩西·奧利芬和薩莎·班克斯亦參與演出。

### 拍攝
《曼達洛人》第一季的主體拍攝於2018年10月首週在南加利福尼亞州開機，工作標題為「越橘」（Huckleberry）。10月19日，喬治·盧卡斯到訪片場，送給強·法夫洛一個生日驚喜，隨後報道透露盧卡斯在一定程度上參與了影集製作。10月25日，報道稱警方正在調查劇組在曼哈頓海灘片場失竊的幾件物品。第一季於2019年2月27日殺青。第二季於2019年10月中旬開機，2020年3月8日殺青。2021年8月，卡爾·韋瑟斯確定回歸執導第三季。第三季計劃於2021年9月開機拍攝。

### 特效
盧卡斯影業的子公司光影魔幻工業於2018年11月成立一個新部門，主要負責串流媒體平台影集的工作。為完成《曼達洛人》中虛擬場景的拍攝，製作組搭建一組直徑達75英呎、高20英呎，並且以270度弧度呈現的環狀LED螢幕牆面，並且加上同樣以LED構成的天頂，藉此讓劇組進行拍攝時無需大費周章搭建佈景，更能減少影片後製比例。藉由公司開發的遊戲引擎，在螢幕墻面上產生相對自然的光影互動效果。節目統籌強·法夫洛表示，該技術可以應用於各種場景。《曼達洛人》第一季超過一半鏡頭是在這個特殊「背景」前完成拍攝，透過實體佈景與虛擬影像場景結合，藉此讓拍攝場景可以一瞬間進入不同情境，並依照遠近關係透過燈光補強演員演出角色上的光影互動效果，進而創造比過往綠幕更為真實的細節呈現結果，同時也能大幅減少後製流程。另一半鏡頭採用光影魔幻工業的傳統特效技術，透過程序渲染完成。特效公司參與製作。

### 音樂
2018年12月19日，魯德溫·葛瑞森確定為影集作曲。每集相應的音樂原聲帶數字版於播出當日在亞馬遜和iTunes上發行。第一季八輯原聲帶總時長共計四個小時。葛瑞森繼續為第二季作曲。第二季第一輯數位版於2020年11月20日發行，包括第二季前四集原創音樂。第二輯數位版於2020年12月18日發行，包括第二季後四集原創音樂。

## 市場營銷
2018年10月4日，迪士尼釋出首發宣傳海報。一周後，節目統籌強·法夫洛在個人Instagram上發佈曼達洛人所使用的爆能槍，其構造致敬1978年電視特輯《星際大戰：假日特輯》中波巴·費特的武器。2019年4月14日，強·法夫洛、戴夫·費羅尼和主演參加了在芝加哥舉行的星戰慶典，並在小組討論上釋出先行預告短片。2019年8月23日，在迪士尼D23博覽會上，製作方釋出官方海報和預告片。2019年10月28日，迪士尼釋出第二支預告片。11月11日，在週一橄欖球之夜節目中播出一段優先預覽短片。
2020年9月15日，迪士尼釋出第二季的官方預告片。

## 發行
《曼達洛人》第一季於2019年11月12日在美國Disney+開播。影片以4K解析度HDR模式輸出，但媒體分析指出其亮度遠低於HDR標準。第一季的前兩集分別於2019年11月12日和15日播出，餘下各集每週播出一集。由於第七集〈第七章：清算〉的片尾附帶電影《星際大戰九部曲：天行者的崛起》的預告片，為配合上映當日宣傳，該集於2019年12月18日播出，比計劃日期提前兩天。自2020年3月起，Disney+陸續在歐洲多個國家上線，《曼達洛人》仍主要以每週一集的模式釋出。前兩集於2020年3月24日播出，第三集在3月27日播出，此後每週播出一集。
第二季於2020年10月30日首播。迪士尼總裁鮑伯·查佩克透露，該季沒有因2019冠狀病毒病疫情而推遲播出。

## 迴響
| 季數 | 季數 | 爛番茄           | Metacritic     |
| ---- | ---- | ---------------- | -------------- |
|      | 1    | 93%（36篇評論）  | 70（29篇評論） |
|      | 2    | 94%（22篇評論）  | 76（14篇評論） |
|      | 3    | 85%（239篇評論） | 70（14篇評論） |

### 評價
《曼達洛人》受到廣泛好評。第一季在影視匯總點評網站爛番茄上獲得「認證新鮮」標識，93%的新鮮度，7.97/10分（36位劇評人），在Metacritic網站上獲得了「普遍好評」，70/100分（29位劇評人）。第二季在爛番茄上獲得94%的新鮮度，8.6/10分（22位劇評人），在Metacritic網站上獲得了「普遍好評」，76/100分（14位劇評人）。

### 獎項
| 年度 | 獎項                 | 類別           | 入圍者       | 結果 | 來源    |
| ---- | -------------------- | -------------- | ------------ | ---- | ------- |
| 2020 | 第72屆黃金時段艾美獎 | 最佳劇情類影集 | 《曼达洛人》 | 提名 | [ 100 ] |

## 衍生作品
2019年11月，華特迪士尼影業集團首席創意官艾倫·霍恩表示，如果影集取得成功，會製作一部以曼達洛人為主角的電影。2019年12月5日，在被問及影集中的角色是否會出現在未來的《星際大戰》作品中時，節目統籌強·法夫洛稱：「肯定有可能會在其他作品中繼續探索影集中出現的角色。」2020年2月，迪士尼首席執行官羅伯特·艾格透露，正在籌劃開發《曼達洛人》的衍生作品。2020年12月，盧卡斯影業在迪士尼投資人會議上宣佈開發《曼達洛人》的衍生影集，包括《亞蘇卡》、《新共和國遊騎兵》和《波巴·費特之書》。2021年5月，盧卡斯影業停止開發《新共和國遊騎兵》。

### 《波巴·費特之書》
2020年11月，《好萊塢新聞前線》報道稱以波巴·費特為主角的迷你影集將於2020年年底開拍，先於《曼達洛人》第三季。12月18日，《曼達洛人》第二季最終集〈第十六章：營救〉的片尾透露衍生影集《波巴·費特之書》（The Book of Boba Fett）定於2021年12月首播。影集由強·法夫洛和戴夫·費羅尼聯合勞勃·羅里葛茲開創並擔當執行製片人，特穆拉·莫里森和溫明娜回歸出演波巴·費特與芬妮克·尚德，影集計劃於2021年12月開播。

### 《亞蘇卡》
2020年12月10日，迪士尼在投資人會議上宣佈開發限定影集《亞蘇卡》（Ahsoka），由強·法夫洛和戴夫·費羅尼開創並擔當節目統籌，與《曼達洛人》及其衍生影集《波巴·費特之書》存在內在聯繫，三部影集最終形成整個故事的高潮和結局。蘿莎瑞·道森在影集《亞蘇卡》中回歸出演標題角色亞蘇卡·譚諾。

## 相關媒體

### 紀錄片
| 季數 | 集数 | 集数 | 首播日期       | 首播日期      |
| 季數 | 集数 | 集数 | 首映           | 季终          |
| ---- | ---- | ---- | -------------- | ------------- |
| 1    | 8    | 8    | 2020年5月4日   | 2020年6月19日 |
| 2    | 2    | 2    | 2020年12月25日 | 2021年8月25日 |

2020年4月，迪士尼宣佈製作《曼達洛人》的幕後紀錄片。第一季於2020年5月4日首播。第二季於2020年12月25日首播，第二季的第二集特輯於2021年8月25日首播。

## 備註
1. ↑  其中「常設」意指該演員以聯合主演的身份出演的該角色在該季出現於不止一集之中，「聯合主演」意指該演員以聯合主演的身份出演的該角色在該季僅出現於一集之中。
2. ↑  艾蜜莉·史瓦洛（英语：Emily Swallow）在第一季的〈第一章：曼達洛人〉和〈第三章：罪〉的片尾演員名單中被標記為客串主演，在〈第八章：救贖〉的片尾演員名單中被標記為聯合主演。
3. 1 2  配音演員。
4. ↑  迪·布萊德利·貝克為蛙女士配音。

## 外部連結
- 官方网站
- 在Disney+上觀看《曼達洛人》
- 互联网电影数据库（IMDb）上《曼達洛人》的资料（英文）
- Wookieepedia上的相关条目：《曼達洛人》
- The Mandalorian on StarWars.com （页面存档备份，存于）
- 豆瓣电影上《曼達洛人》的資料 （简体中文）